# C/1961 T1 (Seki)
C/1961 T1 est une comète à longue période.
Elle est passée à 0,10 UA de la Terre le 15 octobre 1961.
Elle ressemblait à une boule lumineuse bleu vert dans le ciel.